# طيريات الورك
طيريَّات الورك أو طيريات الحوض أو الأورنيثيسكيا/البرِدِنتاتا (الاسم العلمي: Ornithischia) (من الإغريقيَّة: «أورنيثيوس» = "ορνιθειος" = «طيريّ» و«إسشيون» = "ισχιον" = «مفصل الورك») هيَ واحدة من المجموعتين الرئيسيَّتين اللتين تتألف منهما فوق رتبة الديناصوريات، ورتبة منقرضة من الديناصورات العاشبة ذات المناقير. تعرف هذه المجموعة باسم «طيريَّات الورك» لأنها تضم ديناصورات ذات مفاصل ورك ببنية مُشابهة جداً لتلك التي تمتلكها الطيور الحديثة، لكن بالرغم من هذا التشابه فيُعتقد أن الطيور الموجودة اليوم انحدرت من سحليات الورك الأشبه بالسحالي لا الطيريات. تمثل طيريات الورك معَ شقيقتها سحليات الورك المجموعتين الأساسيتين اللتين يَتفرع إليهما الديناصورات، وتعد أيضاً واحدة من مجموعتي الديناصورات العاشبة التصنفيتين الرئيسيتين، إذ أن الأخرى هيَ الصوربوديات التي تصنف ضمن رتبة سحليات الورك. جَميع طيريات الورك هيَ حيوانات عاشبة، ولذلك فقد كانت تعيش أحياناً في قطعان ربَّما تكون مشتركة معَ أنواع مختلفة من الديناصورات، لكن معَ ذلك كانت عموماً أكبر حجماً من سحليات الورك.

## الخواص التشريحيَّة

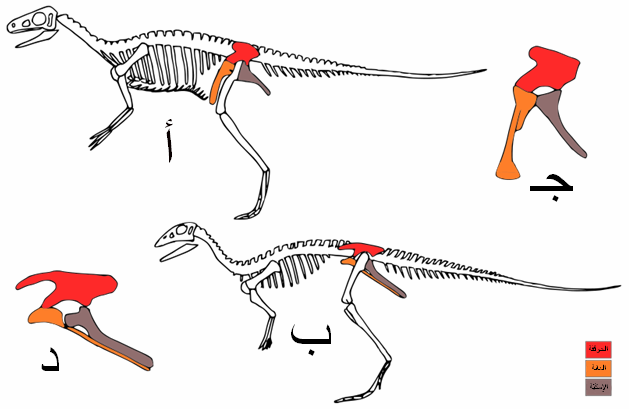
رسم توضيحي لمفاصل أوراك الديناصورات: أ.الديناصور الفجري إيورابتور، أحد أقدم الديناصورات سحلية الورك.
ب. ديناصور ليسوتو ليسوتوصور، من أقدم الديناصورات طيرية الورك.
جـ. حوض ديناصور ستوريكوصور (ورك سحليّ).
د. حوض الليسوتوصور (ورك طيريّ).

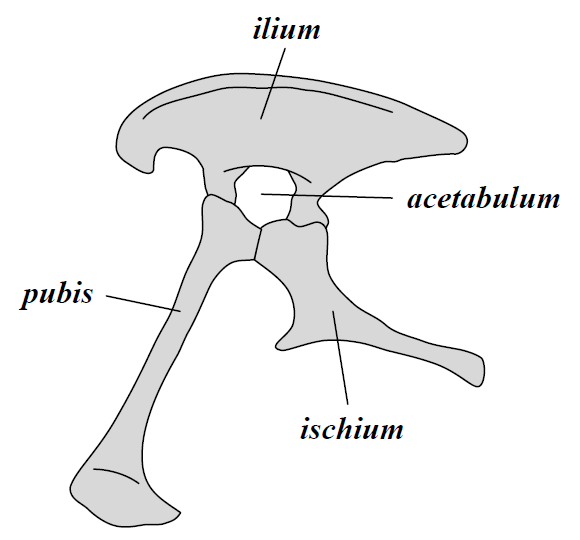
هيكل حوض سحليات الورك (الجانب الأيسر)
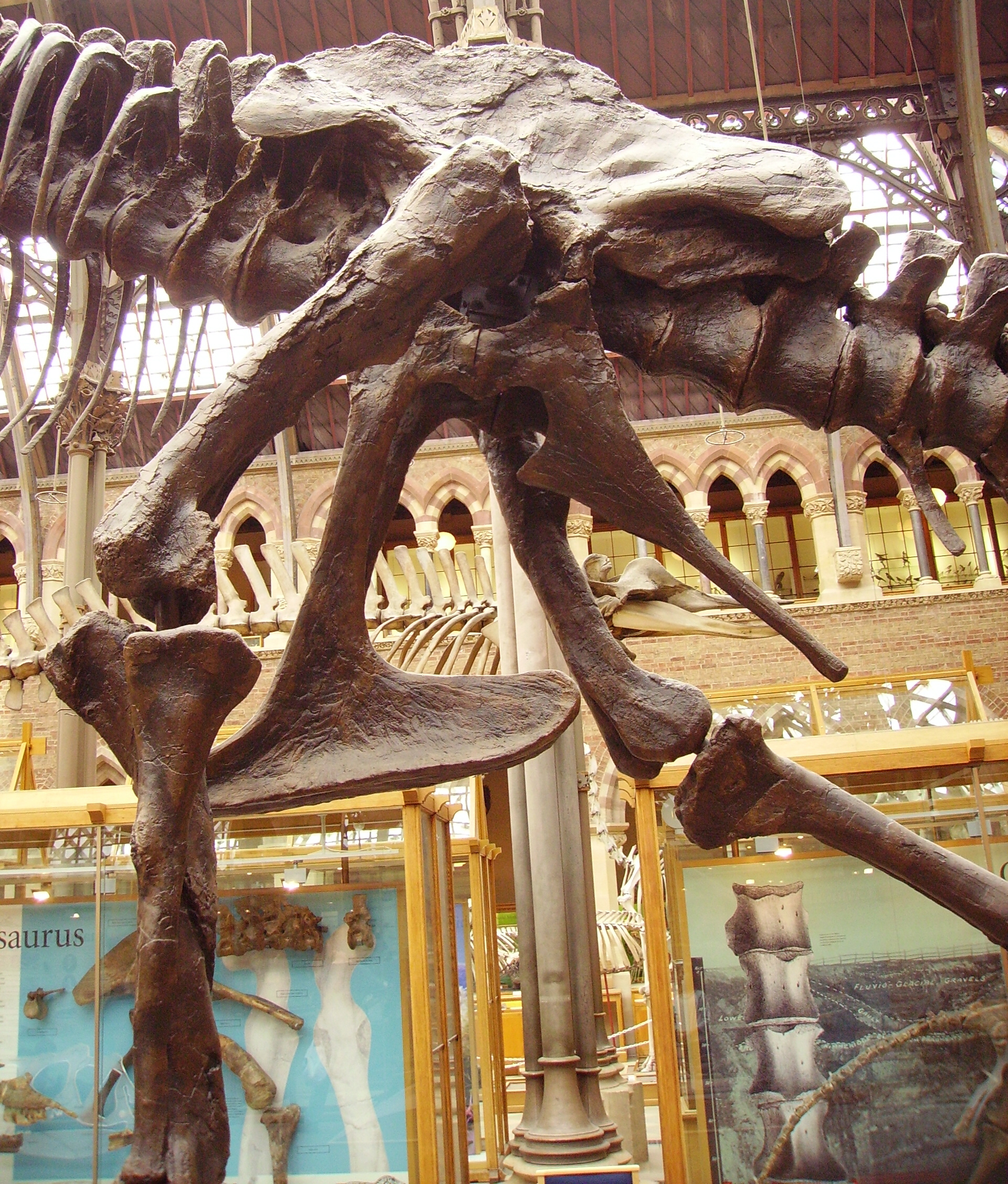
حوض التيرانوصور (يظهر هيكل سحليات الورك- الجانب الأيسر)
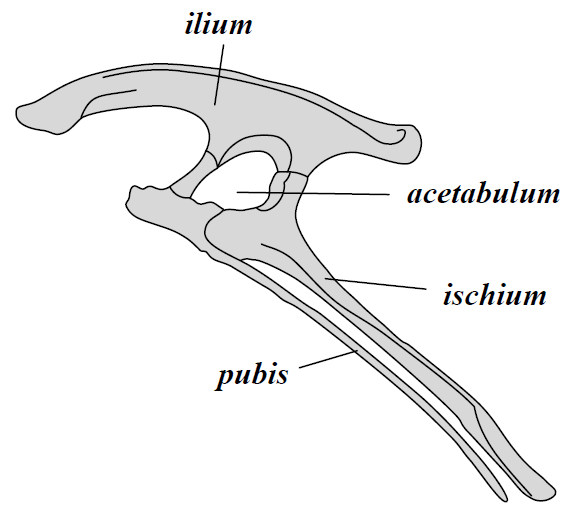
هيكل حوض طيريات الورك (الجانب الأيسر)
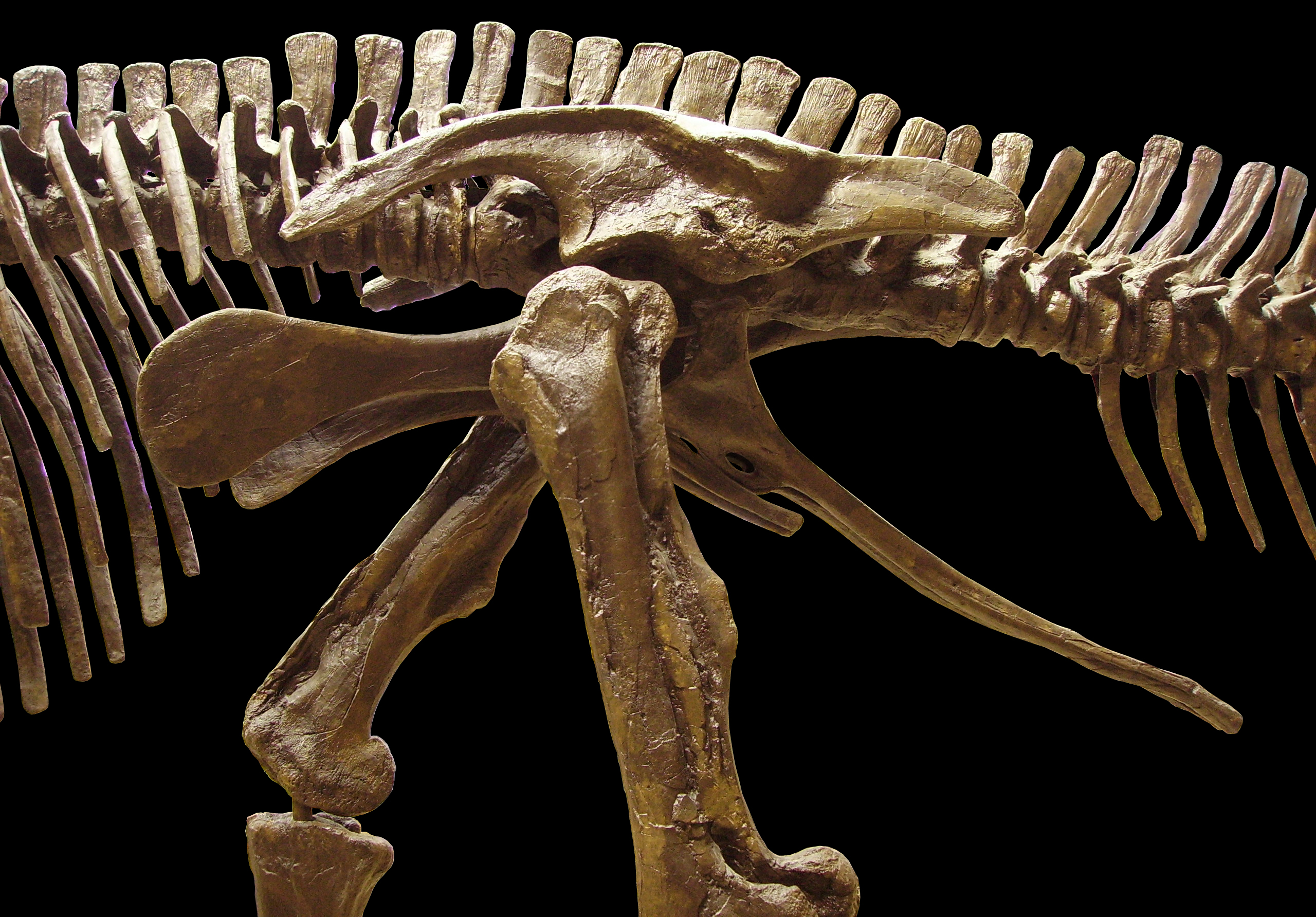
حوض الإدمونتوصور (يظهر هيكل طيريات الورك- الجانب الأيسر)
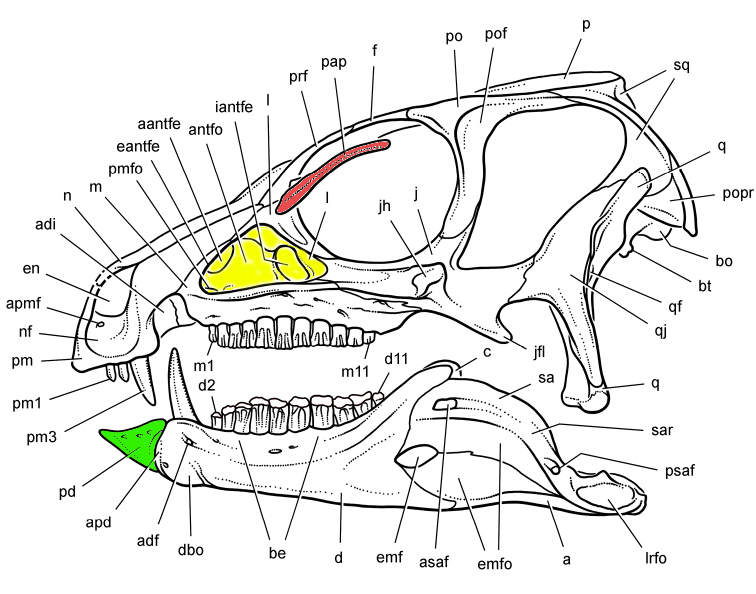
جمجمة هيترودونتوصور الملونة "بعظم جفني" (أحمر)، "نافِذِيّ" (الأصفر) و"قبل سني" (الأخضر).

قسم الإحاثي هاري سيلي فوق رتبة الديناصوريا في عام 1887 إلى رتبتين أساسيَّتين، هما سحليات وطيريات الورك. وقد قبل هذا التقسيم عُموماً في المجتمع العلمي، وهوَ مبني على بنية مفاصل الورك عند الديناصورات، التي تطورت عند هذه المجموعة إلى شكل شبيه بما هوَ عليه عند الطيور الحديثة (على الرغم من أن الطيور لم تنحدر من طيريَّات الورك)، وبالإضافة إلى ذلك بنيَ التقسيم أيضاً على الخواص الترشيحيَّة للفقرات والدروع وامتلاك «العظم الفكيّ السفليّ الخلفيّ» (وهوَ عظم زائد يقع عند مقدِّمة الفك السفلي، ويُمثل امتداداً لعظمه الرئيسيّ). ويَتصل هذا العظم الفكيّ معَ عظم آخر في الفك العلوي، بحيث يُشكلان معاً بروزاً عظمياً شبيهاً بالمنقار يُستخدم للالتقاط أوراق الأشجار وقطعها عن الأغصان.
أما عن بنية مفاصل ورك ديناصورات هذه الرتبة، فهيَ كمال يلي. فعظم العانة موجه إلى الخلف نحوَ الذيل، بالتوازي معَ عظم الإسك، كما أن عظم العانة هذا يَملك بروزاً باتجاه الأعلى لسند البطن. وبهذا فمفصل الورك يَتألف من أربع بروز حوضية. وبالمقارنة مع هذه الديناصورات فإن عظم العانة عندَ سحليَّات الورك يَقف عمودياً، مثلما كان عليه عندَ أسلافها من السحالي.
تغيَّر نمط مشي طيريات الورك من الوضعيَّة ثنائيَّة الحركة إلى الرباعيَّة ثلاث مرَّات على الأقل خلال تاريخها التطوريّ، وقد أظهرت هذه المجموعة بشكل عامٍّ أنها قادرة على التكيف مع كلا النمطين خلال المراحل المُبكرة من تاريخها التطوريّ.